# Байдильдин, Абдрахман
Абдрахман Байдильдин (1891, Аккайынский район, Северо-Казахстанская область — 1931, Москва, СССР) — общественный деятель. Сын Байдильды-кажы, из рода Бабасан, Средний Жуз.

## Биография
Родился в 1891 году в Акмолинской области Российской империи (ныне — Аккайынский район Северо-Казахстанской области).
Происходит из племени аргын.
После Февральской революции принимал активное участие в организации казах, комитета Акмолинской области.
В 1921—1922 годах — член коллегии Земкома КазАССР в Оренбурге, редактор газеты «Енбекши казах» («Еңбекші қазақ»). Некоторое время состоял в молодёжной казахской организации «Жас Азамат».
В 1923 году — заведующий отделом Уральского обкома партии, редактор газеты «Кызыл ту».
В 1923—1925 годах работал в казахской секции Центр, издания Москвы.
В 1925—1926 годах — заведующий отделом печати Казах, краевого комитета ВКП(б).
В 1926—1928 годах — председатель Республиканского профкома работников просвещения.
Умер в 1931 году в Москве. Был расстрелян по обвинению в к-р деятельности и похоронен на Ваганьковском кладбище.

## Автор работ
- «Наши будущие цели», (1926)
- «Руководство для работников образования»
- «Новый букварь», (1928)